# Зехаузен ам Штафелзе
Зехаузен ам Штафелзе (њем. Seehausen am Staffelsee) општина је у њемачкој савезној држави Баварска. Једно је од 22 општинска средишта округа Гармиш-Партенкирхен. Према процјени из 2010. у општини је живјело 2.504 становника. Посједује регионалну шифру (AGS) 9180132.

## Географски и демографски подаци
Зехаузен ам Штафелзе се налази у савезној држави Баварска у округу Гармиш-Партенкирхен. Општина се налази на надморској висини од 655 метара. Површина општине износи 15,7 km². У самом мјесту је, према процјени из 2010. године, живјело 2.504 становника. Просјечна густина становништва износи 159 становника/km².